# Bransby Blake Cooper
Fellow of the Royal Society (FRS) Blake Bransby Cooper (Great Yarmouth, 2 settembre 1792 – Londra, 18 agosto 1853) è stato un medico e chirurgo inglese, esercitò la professione medica presso il celebre ospedale londinese Guy's Hospital, e fu coinvolto in un celebre caso giudiziario di diffamazione (Bransby vs Wakley) nel 1828, da molti considerata la prima denuncia di negligenza in campo medico..

## Biografia
Figlio del Reverendo Samuel Levick Cooper, era il quarto di dodici figli, e nipote del celebre medico e chirurgo Sir Astley Paston Cooper. Iniziò gli studi nella piccola cittadina di Bungay (Suffolk) per poi proseguire presso la locale Grammar School della sua città natale.

Nel 1805 venne persuaso ad arruolarsi nella Royal Navy e inviato come aspirante ufficiale a bordo della HMS Stately, un vascello a 64 cannoni, sotto la tutela e gli insegnamenti dell'allora tenente William Fisher, futuro ammiraglio. Tuttavia dovette ben presto abbandonare il servizio a bordo dopo aver scoperto di soffrire di una forma molto forte di mal di mare. Tornato sulla terraferma fu mandato a proseguire gli studi a North Walsham per altri due anni.
Su consiglio di suo zio, Sir Astley Cooper, fu convinto a intraprendere gli studi in medicina ed entrò come allievo presso il Norfolk and Norwich Hospital dove ebbe come insegnanti il medico e politico Edward Rigby, Edward Colman e Thomas Martineau, dal quale apprese la pratica in chirurgia. Nel 1811 si trasferì a Londra dove iniziò a prestare servizio presso gli United Borough Hospitals, e strinse amicizia con Joseph Hodgson, suo coinquilino a Cheapside. Prima di sottoporsi all'esame professionale da parte del Royal College of Surgeons, su consiglio nuovamente di suo zio, tornò alla carriera militare, questa volta nell'esercito, per partecipare alla guerra d'indipendenza spagnola.
Il 20 maggio 1812 venne nominato assistente chirurgo nell'Ordnance Medical Department. Questo dipartimento medico era distinto da quello dell'allora Army Medical Department, ovvero il predecessore dell'attuale Royal Army Medical Corps. Cooper ricoprì quell'incarico fino a quando non venne congedato il 1º aprile 1816, nel suo servizio nell'esercito partecipò a numerose battaglia tra cui la battaglia di Vitoria, la battaglia dei Pirenei, la Battaglia di Tolosa del 1814  e la battaglia di Orthez. È tuttavia controverso se abbia partecipato anche alla battaglia di Nivelle e all'assedio di San Sebastián.
Mentre aspettava di tornare in patria, venne convinto ad unirsi ad una spedizione segreta diretta in Canada e, sebbene fosse ansioso di riprendere gli studi di medicina, accettò di prolungare il servizio militare e salpò da Bordeaux, diretto nel Québec dove arrivò nell'agosto del 1814. Ben poco sappiamo di questa spedizione, per i quali tuttavia ricevette l'onorificenza della Military General Service Medal, attribuita a tutti i combattenti delle varie campagne svoltesi nel periodo 1793-1814.
Al suo arrivo in Inghilterra nel luglio del 1815 Bransby fece l'amara scoperta che suo fratello, Henry, aveva preso il suo posto come apprendista presso suo zio, godendo quindi del diritto di succedergli come medico negli United Borough Hospitals. Questa scoperta lo convinse ad abbandonare la carriera di medico chirurgo, e di trasferirsi ad Edimburgo con l'intenzione di laurearsi in medicina. Durante il suo breve soggiorno scozzese fu eletto Presidente della Royal Medical Society. Tuttavia quando suo fratello morì improvvisamente nel febbraio del 1816, decise di fare ritorno a Londra per riprendere gli studi in chirurgia sotto il patrocinio di suo zio. Divenne assistente nella sala delle dissezioni e nel febbraio del 1823 fu promosso al ruolo di Demonstrator of Anatomy congiuntamente con un altro eccellente apprendista e futuro celebre chirurgo, John Flint South. Tuttavia la nuova nomina di Barnsby da parte dello zio fu fatta senza consultare i suoi colleghi, suscitando un forte malcontento soprattutto tra i dirigenti degli ospedali del Guy's Hospital e del St Thomas' Hospital e che ebbe come risultato finale la separazione delle due istituzioni con la creazione di due distinte scuole di medicina.
All'interno della nuova scuola di medicina del St Thomas' Hospital, Bransby ottenne la Cattedra di anatomia e fu nominato aiuto-chirurgo nel 1825, fino ad ottenere l'anno successivo il ruolo di chirurgo, ruolo che mantenne fino alla sua morte nel 1853.
Sul numero del The Lancet del 29 marzo 1828 apparve un articolo, scritto da un chirurgo di Walworth di nome James Lambert, in cui si descriveva con intenzioni critiche e dissacranti una operazione chirurgica di litotomia, eseguita da Bransby presso il teatro anatomico  del Guy's Hospital. Scopo dell'articolo non era colpire Bransby, bensì indirettamente il suo più celebre zio. Tuttavia Bransby intentò una causa di diffamazione contro Thomas Wakley, proprietario della rivista. Il processo ebbe inizio il 12 dicembre 1828 presso la Corte del Queen's Bench a Westminster, trasformandosi ben presto in un caso giudiziario molto seguito da tutta la nazione, e può essere considerato come il primo processo per negligenza sanitaria della storia. Bransby, infatti, veniva accusato dall'articolo di Lambert di aver trasformato una normale operazione chirurgica per calcoli renali in un intervento estremamente complicato, durato oltre un'ora e che provocò la morte del paziente il giorno successivo. Durante il processo Wakley non solamente descrisse puntualmente e con cognizione di causa la negligenza nell'operazione di Bransby, ma lo accusò apertamente di ricoprire il suo incarico unicamente per essere il nipote di un celebre chirurgo. Nonostante la causa vide vincitore Bransby con un risarcimento di 100 sterline, l'accusa di incapacità professionale collegata a quella di nepotismo per essere stato favorito nella propria carriera medica dalla figura di suo zio, lo lasciò segnato per il resto della sua esistenza, influenzando pesantemente il resto della sua vita professionale.
Nel 1833 pubblicò la sua opera dal titolo The Anatomy of the Human Bones, frutto dei suoi studi sullo scheletro umano, contenente delle litografie disegnate appositamente dall'anatomista Henry Jones Shrapnell.
Il 14 febbraio 1853 fu relatore della Hunterian Oration tenuta tradizionalmente al cospetto dei fellow del Royal College of Surgeons. Morì improvvisamente mentre si trovava presso l'Athenaeum Club il 18 agosto di quello stesso anno a causa di una grave emorragia provocata da un'ulcera alla base della lingua. Venne sepolto nella chiesa londinese di St Martin-in-the-Fields.